# Seiichi Kaneta
Seiichi Kaneta (金田 誠一 Kaneta Seiichi?,  Kikonai-chō, distrito de Kamiiso, Hokkaidō, 28 de septiembre de 1947 - Hakodate, Hokkaidō, 10 de marzo de 2023) fue un político japonés del Partido Democrático de Japón, un miembro de la Cámara de Representantes en la Dieta (legislatura nacional). 

## Biografía
Originario del distrito de Kamiiso, Hokkaidō y graduado de la escuela secundaria, se unió al gobierno de la ciudad de Hakodate en 1966. Después de haber servido en la asamblea de la ciudad de Hakodate durante cuatro mandatos desde 1979, fue elegido miembro de la Cámara de Representantes por primera vez en 1993 como independiente con el respaldo del Partido Socialista de Japón.
El 10 de marzo de 2023, Kaneta murió de hemorragia cerebral en el hospital de Hakodate a la edad de 75 años.